# Montolieu
Montolieu (Montoliu in occitano) è un comune francese di 784 abitanti situato nel dipartimento dell'Aude nella regione dell'Occitania.

## Società

### Evoluzione demografica
Abitanti censiti